# L'imperatrice (serie televisiva)
L'imperatrice (Titolo originale: Die Kaiserin) è una serie televisiva di Netflix basata sulla vita dell'imperatrice Elisabetta d'Austria con Devrim Lingnau nel ruolo di Sissi e Philip Froissant in quello dell'imperatore Franz Josef.
La prima stagione è stata rilasciata il 29 settembre 2022. È stata la seconda serie più vista a livello globale per due settimane, nonché la settima serie tv non inglese più popolare del 2022. L'8 novembre 2022, Netflix l'ha rinnovata per una seconda stagione, uscita il 22 novembre 2024.

## Trama
La sedicenne duchessa bavarese Elisabeth, detta Sissi, si innamora dell'imperatore d'Austria Franz Josef, promesso sposo della sorella Helena. Dopo il matrimonio Sissi si trasferisce quindi a Vienna e si trova ad affrontare la complessità della vita di corte e gli equilibri di potere all'interno della famiglia reale degli Asburgo con sua suocera Sofia che le si oppone fin da subito e suo cognato Massimiliano che cerca di spodestare il fratello e prendere il potere.

## Episodi
| Stagioni         | Episodi | Prima TV originale | Prima TV italiana |
| ---------------- | ------- | ------------------ | ----------------- |
| Prima stagione   | 6       | 2022               | 2022              |
| Seconda stagione | 6       | 2024               | 2024              |

## Produzione
Le riprese della prima stagione hanno avuto luogo tra il 9 agosto 2021 e il 14 gennaio 2022.

### Rinnovo
Nel novembre del 2022, Netflix annuncia il rinnovo per una seconda stagione.

### Location
Le riprese hanno avuto luogo in Baviera e allo Studio Babelsbert a Potsdam.

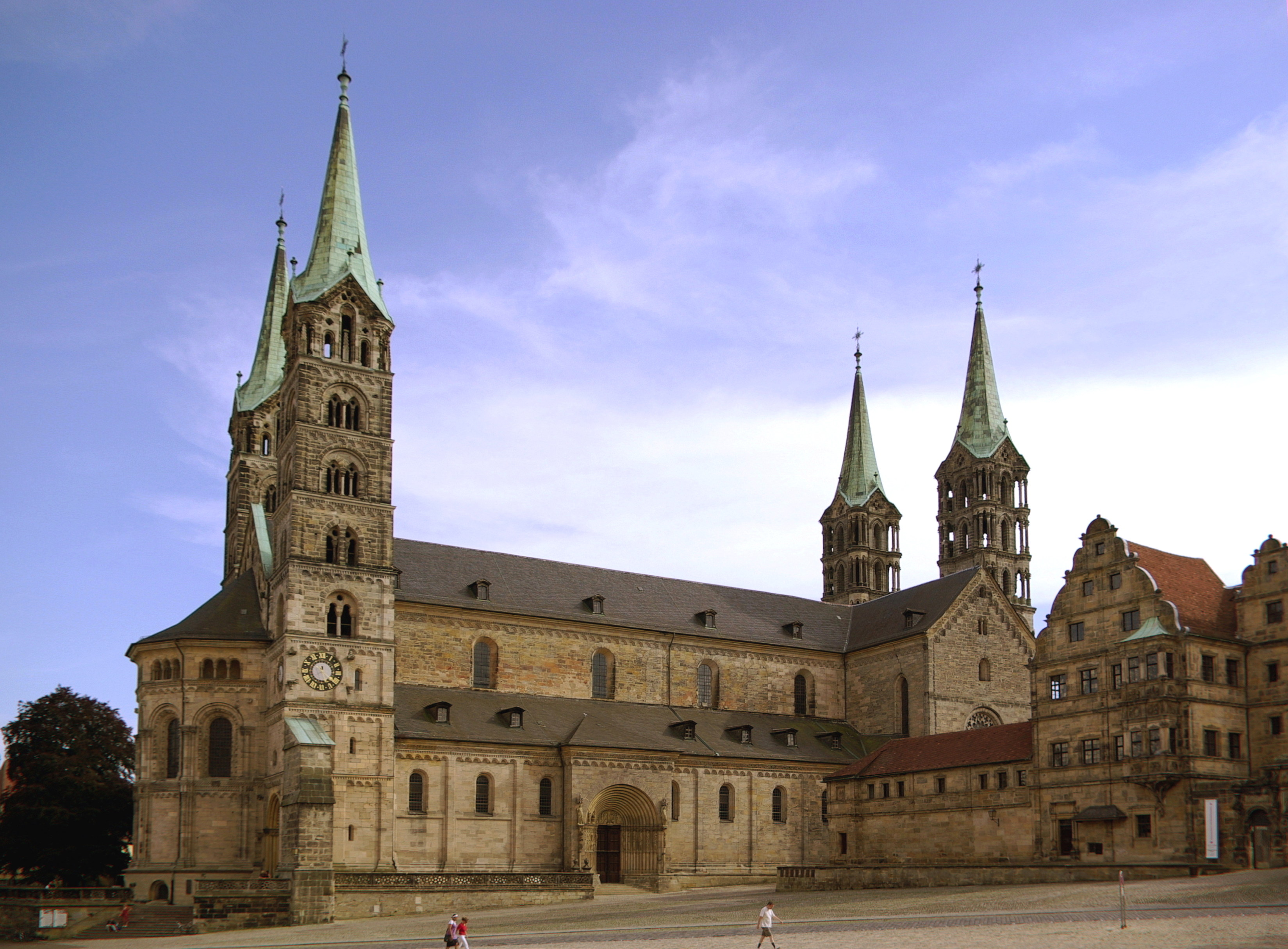
La serie si apre con alcune inquadrature del Duomo di Bamberga.
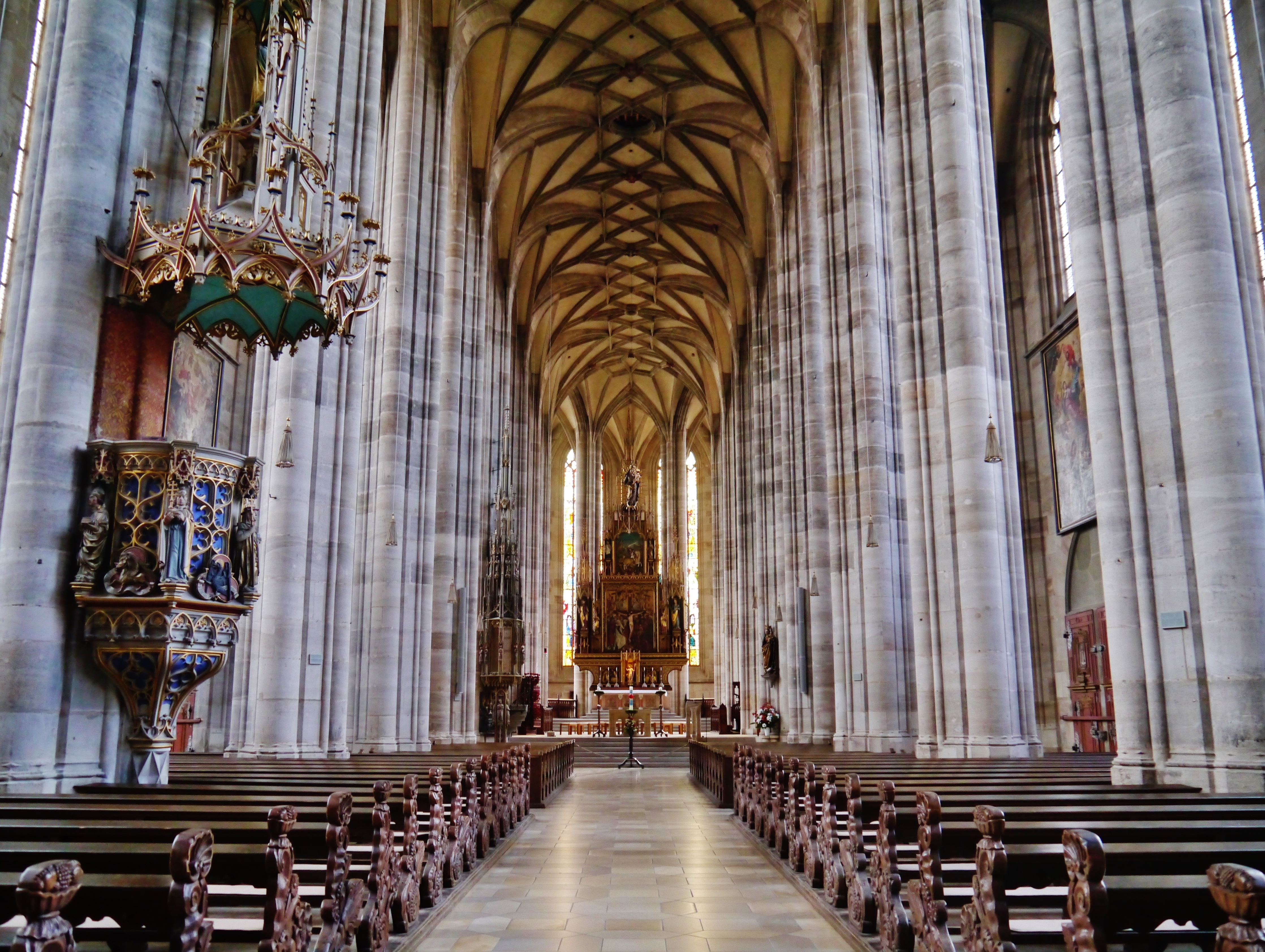
Le nozze tra Sissi e Franz sono state girate nella St. Georg Stadtpfarrkirche a Dinkelsbühl.
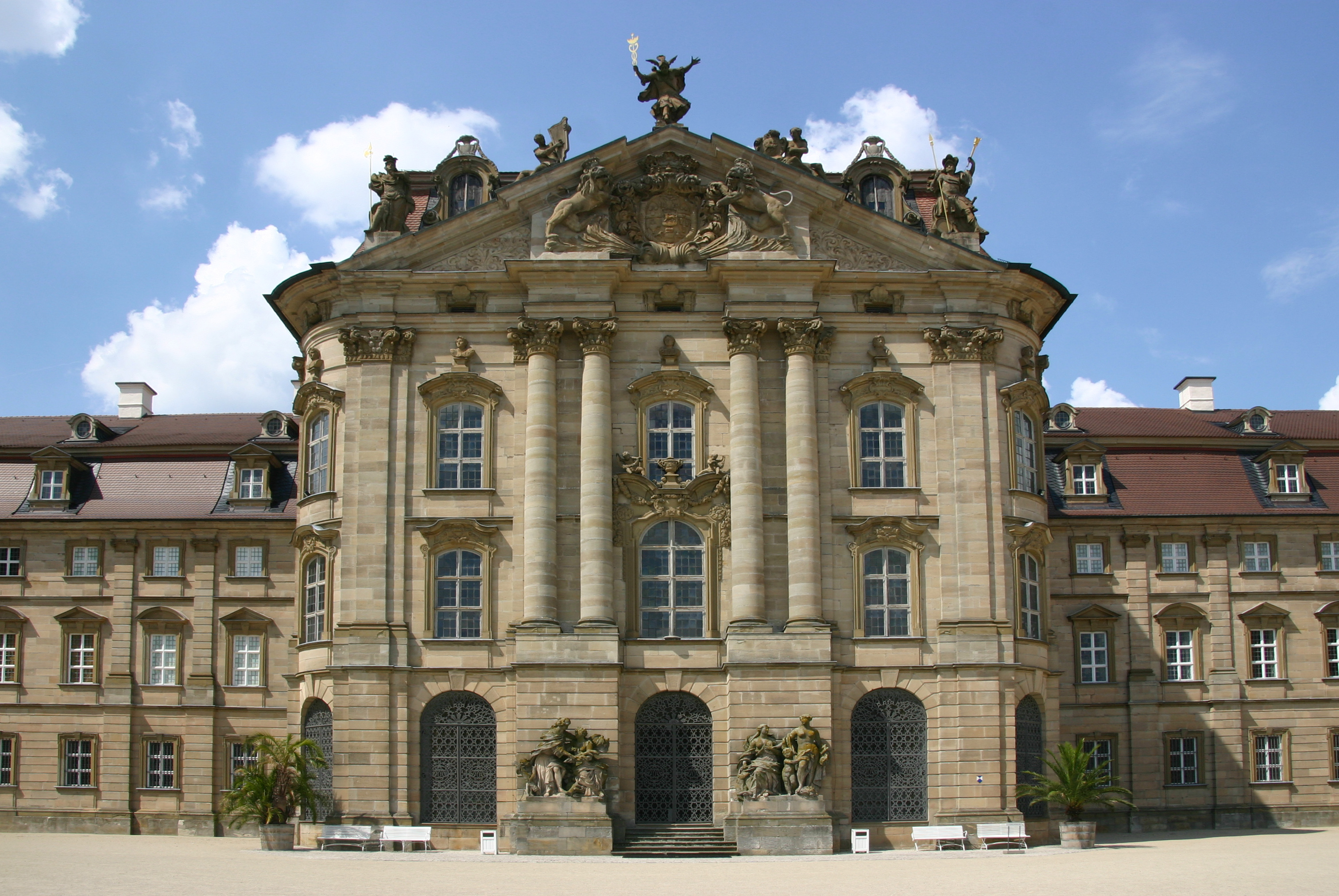
Il Castello di Weißenstein a Pommersfelden
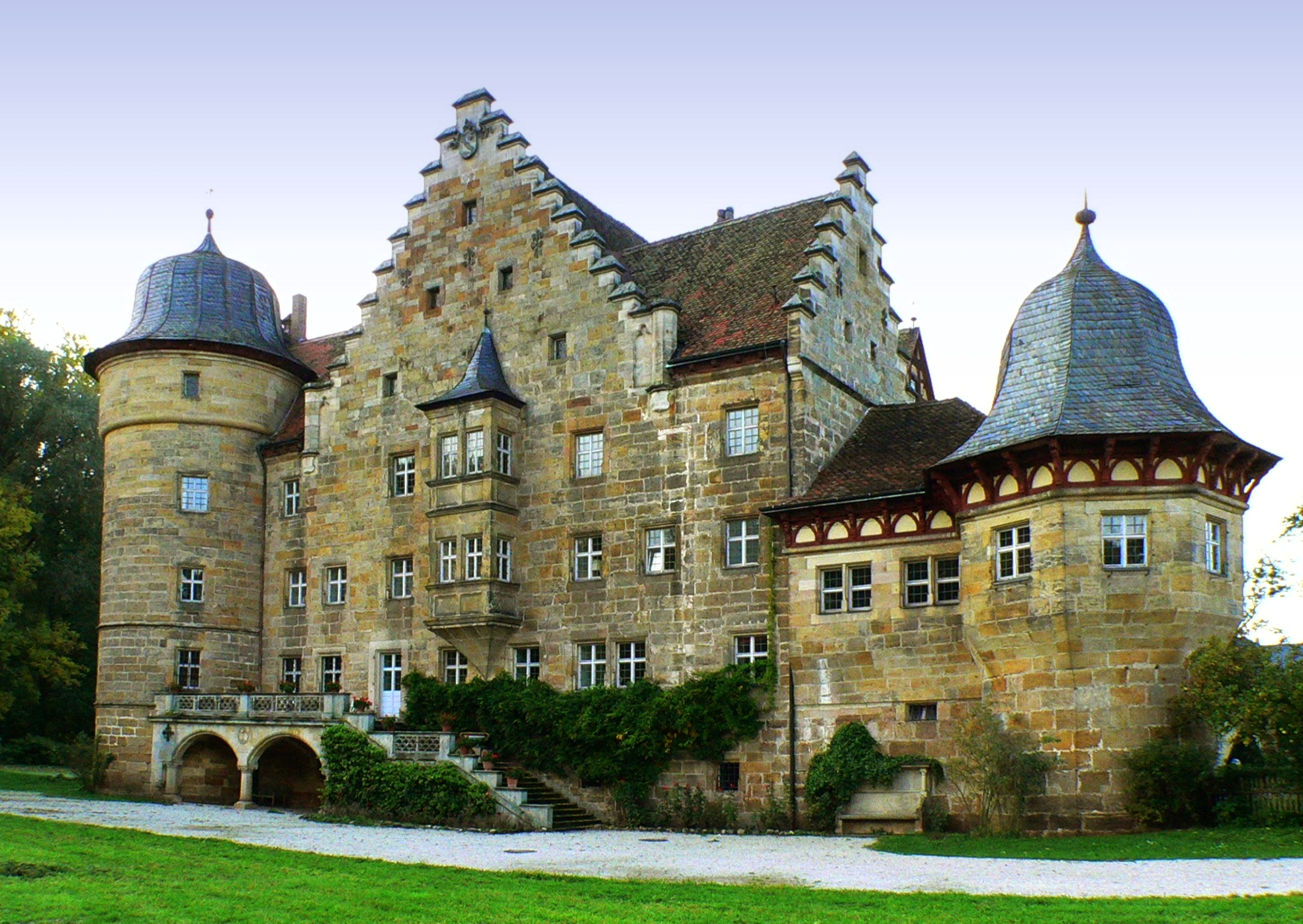
Il castello di Eyrichshof vicino a Ebern è stato utilizzato per rappresentare la residenza estiva di Bad Ischl.
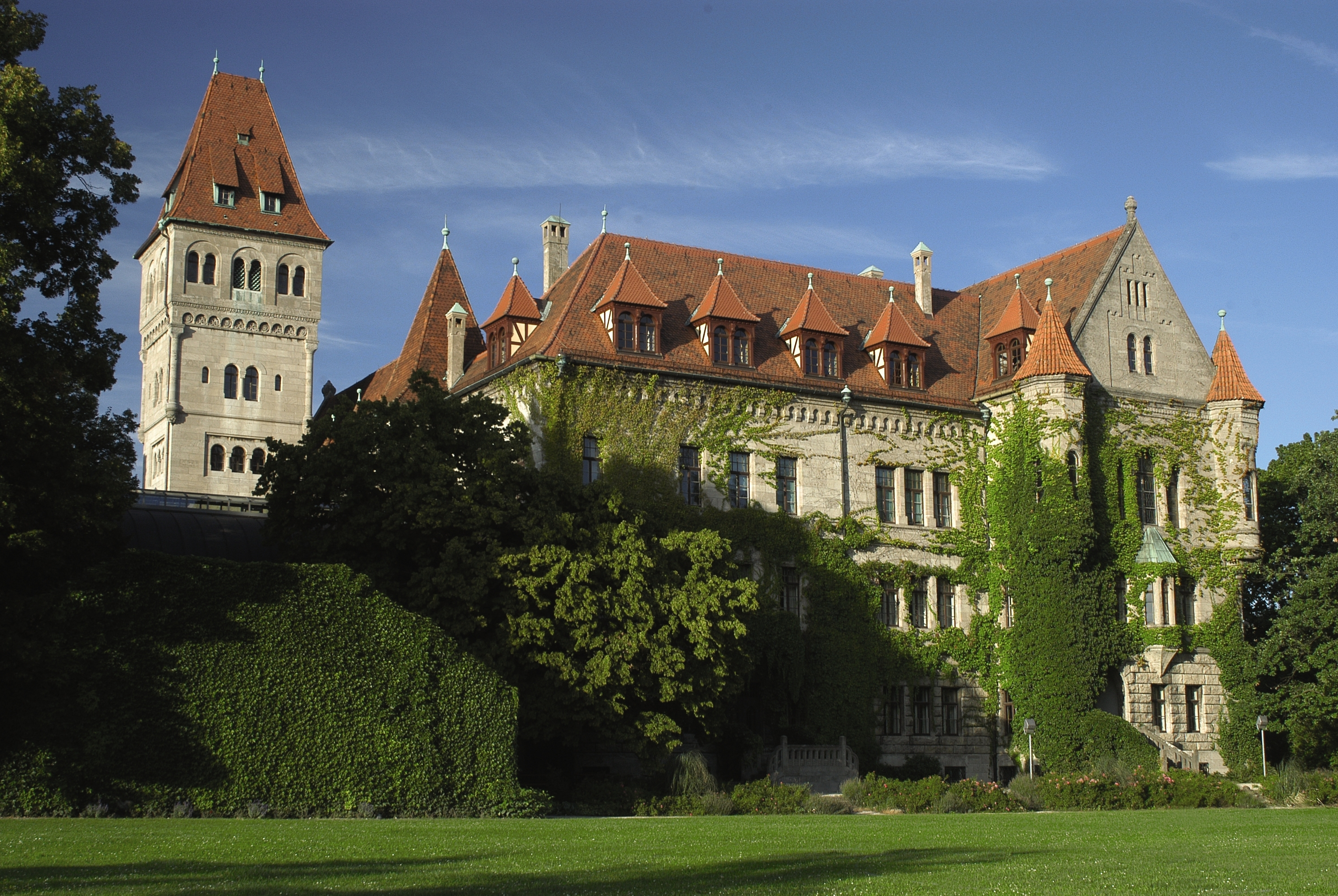
Il Faberschloss a Stein
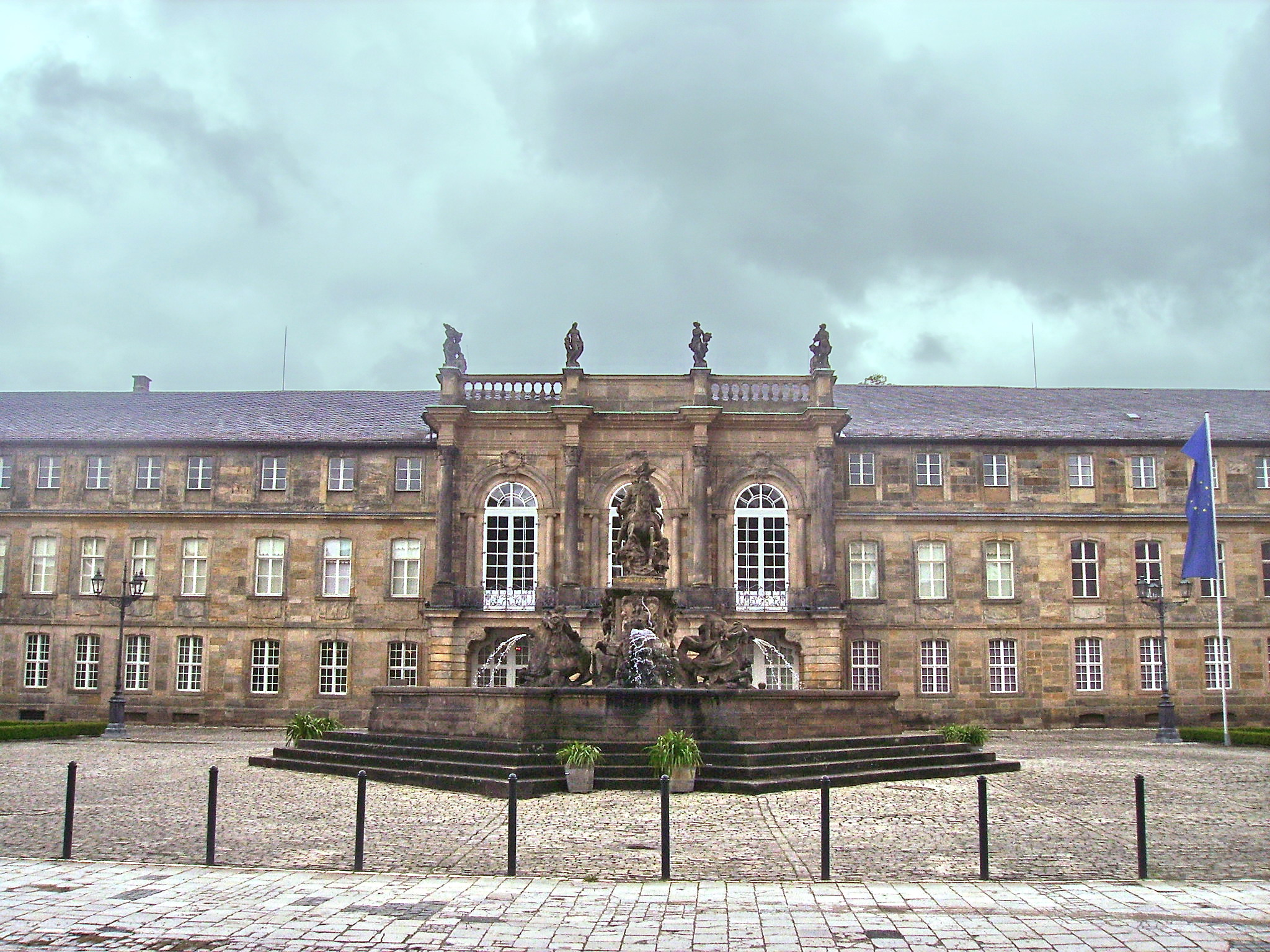
Il Neues Schloss a Bayreuth
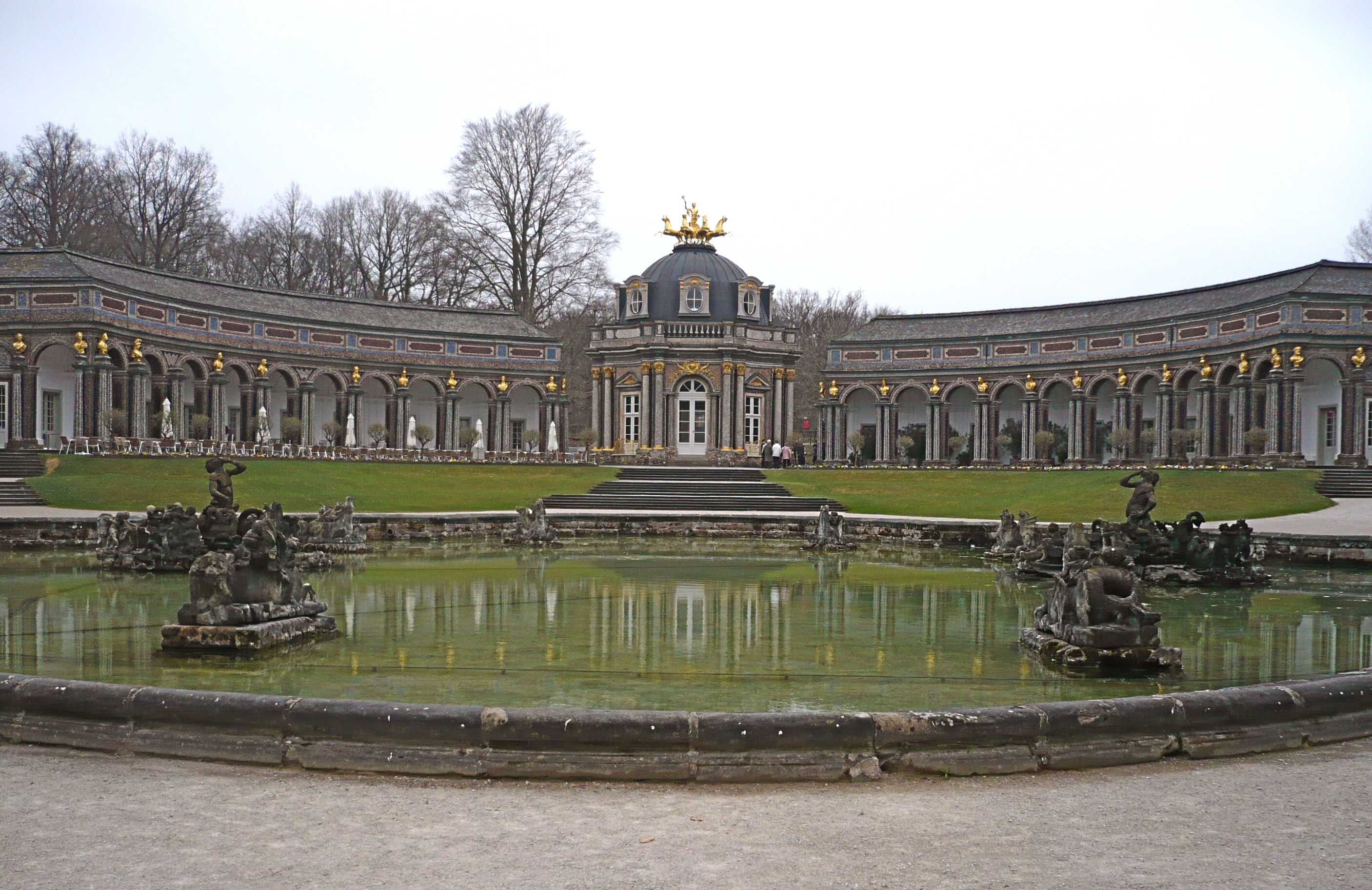
Il Neues Schloss (Eremitage) sempre a Bayreuth
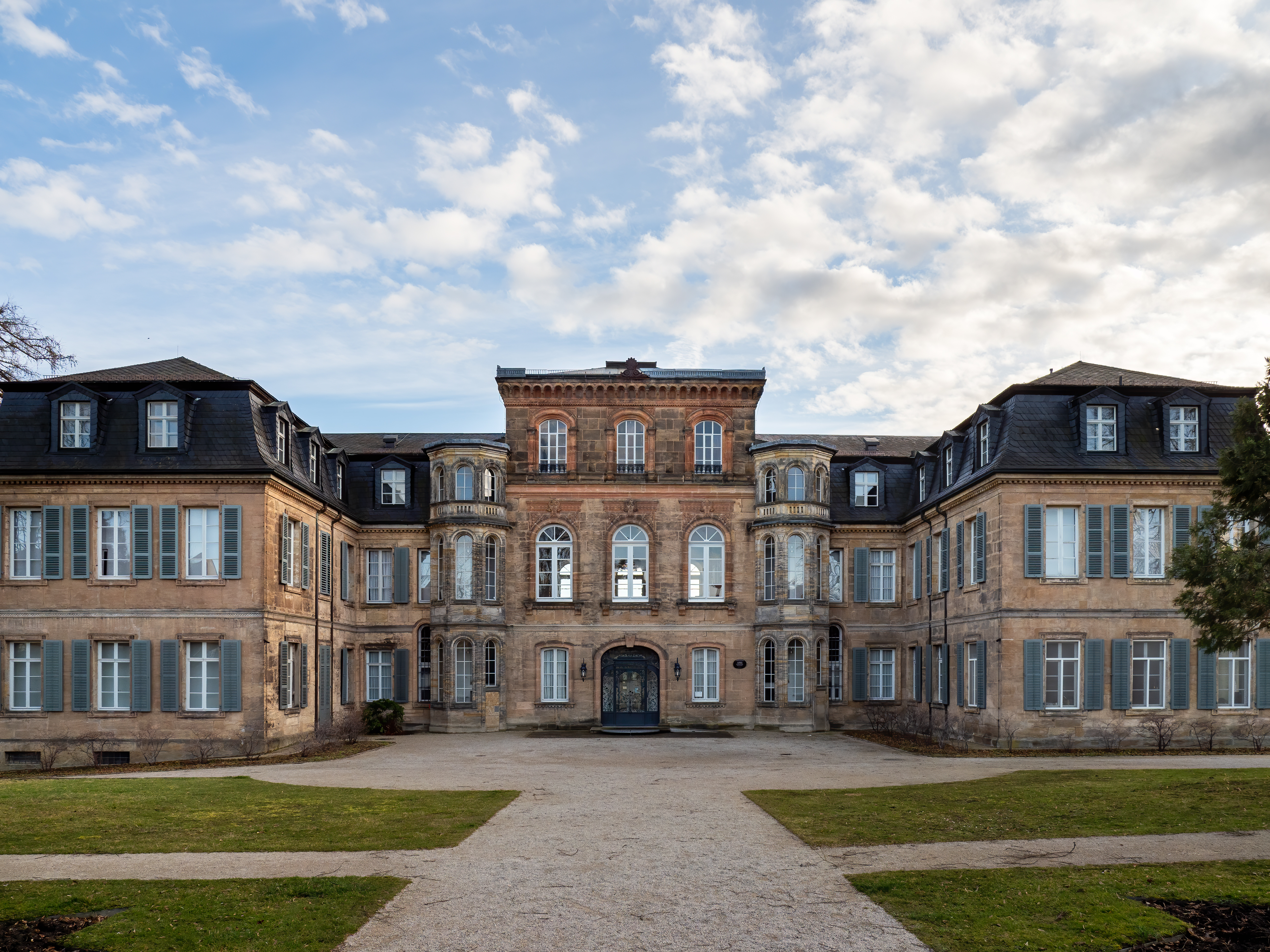
Lo Schloss Fantaisie con lo Schlosspark, a Eckersdorf
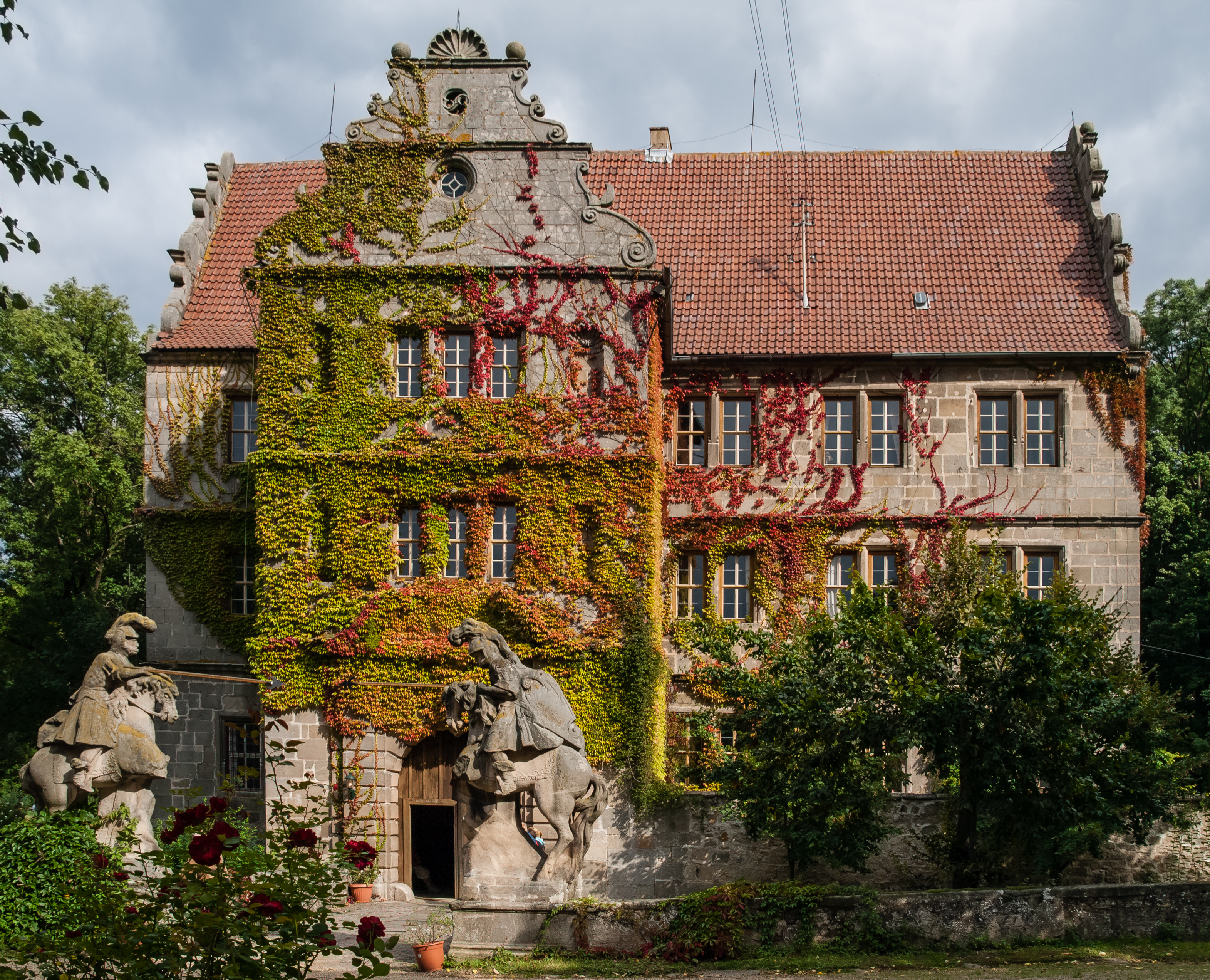
Lo Schloss Friesenhausen in Aidhausen

## Critica
(Kathleen Hildebrand, Süddeutsche Zeitung)
(Heike Hupertz, Frankfurter Allgemeine Zeitung)